# Хора (Дагестан)
Хора (цез. ХIора) — село в Цунтинском районе Республики Дагестан. Входит в состав Терутлинского сельсовета.

## География
Село находится на берегу реки Цебаритлар (бассейн реки Метлюта), на расстоянии 24 км к северо-западу от села Цунта, административного центра района.

## Население
| 1939 | 1970 | 1989 | 2002 | 2010 | 2021 |
| ---- | ---- | ---- | ---- | ---- | ---- |
| 16   | ↘11  | ↗14  | ↗24  | ↘21  | ↗34  |